# قردة (سيف)
سيف القِرْدَة هو نوع من السيوف العربية القاطعة، تتميز بأنها مستقيمة وعريضة النصل. وينطق بعض الأحيان: كردة، بقلب قافه كافا.

## وصفه
مستقيم وعريض النصل، وبعضها محدد من جانبيه، وبعضها متنه متين وطرفه محدد من الخلف، وهي من أقوى السيوف التي يستخدمها الجلادين.
وذكر المؤرخ السعودي عبد الرحمن بن سليمان الرويشد أوصافاً أخرى لسيف القردة منها أنه يكون قصيراً ومعتدلاً، وأنه "يفيد صاحبه عند المقارعة مع الخصم". وذكر من سيوف آل سعود من نوع القردة: مرجانة، وياقوت سيف الملك عبد العزيز آل سعود.